# Epicauta ocellata
Epicauta ocellata es una especie de coleóptero de la familia Meloidae.

## Distribución geográfica
Habita en México.